# Позитивна психологія
Позити́вна психоло́гія — галузь психології, яка займається дослідженням позитивних аспектів психіки людини. На відміну від орієнтації класичної науки на психологічні проблеми та патології, основними темами досліджень галузі є щастя, оптимізм, потік, довіра, прощення та солідарність. Ця галузь досліджень намагається зробити досвід життя людини більш задовільним та розкрити природні здатності.
Починаючи з середини 1990х рр. було продемонстровано, що різні системи мозку відповідають за щастя та нещастя. Базуючись на цьому Мартін Селігман, президент Американської психологічної асоціації, заснував позитивну психологію як галузь академічної науки. Ідейним попередником цього напрямку був представник гуманістичної психології Абрахам Маслоу. Серед сучасних дослідників в цій галузі є Мартін Е. П. Селіґмен, Ед Дінер, Михай Чиксентмихайї, Чарльз Снайдер, Альберт Бандура, Деніел Гільберт та Джонатан Гайдт.
Дослідження в позитивній психології реалізуються в трьох суміжних напрямках, які стосуються створення приємного, доброго та змістовного життя людини.

## Значення позитивних емоцій
Згідно з науковими дослідженнями останніх років, позитивні емоції роблять сприйняття світу людиною більш відкритим і дозволяють досліджувати та знаходити нові рішення проблем. Крім того, позитивні емоції роблять людину більш дружньою, а зі збільшенням кількості друзів людина одержує кращі шанси еволюційного виживання.

## Класифікація позитивних рис
Важливим напрямком позитивної психології є наукове визначення та вимірювання позитивних рис людини. Виданий в 2004 р. довідник «Сильні риси характеру та чесноти: довідник та класифікація» поділяє позитивні риси людини так:
- чесноти мудрості та знання: креативність, цікавість, відкритість, любов до навчання, перспектива.
- чесноти сміливості: хоробрість, старанність, цілісність, життєздатність.
- чесноти людяності: любов, доброта, соціальний розум.
- чесноти справедливості: громадянськість, справедливість, лідерство.
- чесноти стриманості: милість, помірність, вміння передбачати, самоконтроль.
- чесноти трансценденції: вміння цінувати красу, вдячність, надія, почуття гумору, духовність